# Daniela Dioguardi
Daniela Dioguardi (Trapani, 11 dicembre 1949) è una politica italiana.

## Biografia
Sposata, ha una figlia, è trapanese di nascita ma palermitana d'adozione.
Dopo aver partecipato ai movimenti studenteschi del '68 aderisce al Manifesto per poi entrare nel PCI nel 1974 prima e nel PDS poi, divenendone dirigente provinciale a Palermo.
Nel 1994 aderisce a Rifondazione Comunista ed è presidente provinciale dell'Unione Donne in Italia.
Nelle liste di Rifondazione è stata eletta deputata nelle elezioni del 2006 nella circoscrizione Sicilia 1. 
Nel 2008 promuove una raccolta firme contro la candidatura di Vladimir Luxuria nel suo collegio elettorale. In tale anno conclude il proprio mandato parlamentare.
Nel 2021 partecipa alla campagna dell'UDI contro i ddl nn. 2005 e 2205 (Contrasto della discriminazione o violenza per sesso, genere o disabilità), il cosiddetto "ddl Zan".